# مركز السانية للتسوق والترفيه
مركز السانية للتسوق والترفيه (بـالفرنسية: Centre Commercial et de Loisires Es Senia) هو مشروع مركز تسوق وترفيه، يتربع على مساحة 32.000 م² ببلدية السانية التابعة لولاية وهران، وهو الأكبر على المستوى الوطني.
مركز السانية للتسوق هو الثاني بعد مركز باب الزوار بـالجزائر العاصمة. وهو مملوك لمؤسسة المراكز التجارية الجزائرية (SCCA) التابعة للمجمع السويسري مجموعة فالارتیس.
هندسة المشروع عهدت للمكتب الإسباني ل 35، وهو نفس المكتب الذي صمم عام 2000 أول المراكز التجارية والترفيهية في مدينة برشلونة.